# Lampi
Lampi (latinsky: Lampius, španělsky: Lampio) byl biskup Barcelony v letech 393 až 400. Je připomínán jako světitel svatého Paulina z Noly na Vánoce roku 393 v Barcelonské katedrále. . Zúčastnil se Prvního koncilu v Toledu.